# اوک‌نورت بنک
اوک‌نورت بنک (انگلیسی: OakNorth Bank) شرکت خدمات مالی بریتانیایی است، که در سال ۲۰۱۳ تأسیس شد.